# Das zweite Leben (2007)
Das zweite Leben ist ein deutsches Drama. Der Film wurde erstmals am 80. Geburtstag von Rosemarie Fendel im April 2007 bei der ARD ausgestrahlt. Anlässlich des Todes von Rosemarie Fendel wurde der Fernsehfilm am 14. März 2013 zur Hauptsendezeit in der ARD wiederholt und erzielte mit 4,75 Mio. Zuschauern die höchste TV-Quote des Tages.

## Handlung
Anne Kreutzer ist seit fast 50 Jahren glücklich mit ihrem Mann Alfred verheiratet. Alfred arbeitet als angesehener, emeritierter Juraprofessor und nunmehriger Richter am Europäischen Gerichtshof für Menschenrechte in Straßburg. In Würzburg wohnen sie in einem schönen Haus und haben eine eigenwillige Tochter: Gabi.
Als Alfred kurz vor der Goldenen Hochzeit bei der Rettung eines Hundes aus dem Main plötzlich an Herzversagen stirbt, bricht für Anne eine Welt zusammen. Sie erhält einen Brief des Finanzamtes, hat demnach fast 200.000 Euro Steuerschulden und muss erfahren, dass ihr Mann in Straßburg seit 20 Jahren ein Doppelleben mit einer sehr viel jüngeren Frau und einem gemeinsamen Sohn geführt hat.

## Kritiken
„(Fernseh-)Drama, in dem sich eine Existenz als allzu selbstzufrieden gelebter Traum entpuppt. Zwar wird die Hauptfigur zu wenig konsequent durchdacht, was aber die fabelhafte Hauptdarstellerin jederzeit ausgleicht. Ohne die Überfrachtung durch eine allzu politisch korrekte Multikulti-Geschichte hätte auch dank der eher melancholischen Grundstimmung ein guter Film der leisen Töne entstehen können.“